# ذكريات التلمذة (فلم)
ذكريات التلمذة هو فيلم مصري عرض عام 1965، بطولة عبد الله غيث وآمال فريد، ومن إخراج علي بحيري.

## قصة الفيلم
يعمل (باهر) معيداً في جامعة القاهرة، ويعاني من عدم وجود علاقة عاطفية في حياته، يشاهد إحدى الطالبات، ويعجب بها، يتتبعها، ويكتشف أنها ابنة سائق أحد الأثرياء، يذهب للثري معتقداً أنه والدها، ويطلبها للزواج، يعتقد الثري أنه تقدم لطلب يد ابنته، ويرفض الزواج، يصاب (باهر) بعقدة، ويقرر الاجتهاد للحصول على الدكتوراة، وينجح بالفعل، يقابل الثري مرة أخرى بالمصادفة، ويحاول الثري تزويجه من ابنته. وتتوالى الأحداث.

## طاقم التمثيل
- عبد الله غيث
- آمال فريد
- حسن فايق
- عبد الخالق صالح
- كريمة الشريف
- ثلاثي أضواء المسرح
  - سمير غانم
  - جورج سيدهم
  - الضيف أحمد
- سهير زكي
- سهير مجدي
- محمد طه
- عصام الحلبي
- حسين عبد النبي
- حسين ياقوت
- ليلى علي

## فريق العمل
- إخراج: علي بحيري
- قصة: علي بحيري
- سيناريو وحوار: حسين عبد النبي
- مدير التصوير: عبد المنعم بهنسي
- مونتاج: عبد العزيز فخري
- إنتاج: أفلام نهضة الشرق
- توزيع: المتحدة للسينما